# جوجی ناسووا
جوجی ناسووا (انگلیسی: Joji Nasova؛ زادهٔ ۹ ژوئن ۲۰۰۰) بازیکن راگبی ۷ نفره اهل فیجی است.
وی در مسابقات کشوری و بین‌المللی در مجموع برندهٔ ۱ مدال نقره شده است.